# Єфросинія-Анна
Анна (рік народження невідомий — після 1253) — гіпотетичне ім'я другої дружини великого галицько-волинського князя Романа Мстиславича (з 1199 або з 1200), матері князів Данила та Василька Романовичів, яка за припущенням Олександра Майорова та Леонтія Войтовича могла бути донькою великого етеріарха (megas hetaireiarches) Юрія Палеолога і при народжені отримати ім'я Єфросинія. Проте у головному джерелі відомостей про династію Романовичів, Галицько-Волинському літопису, ніде не названо імені дружини Романа Мстиславовича. Літописець скрізь називає її виключно іменем її чоловіка — «Велика Княгиня Романова».
Її друге чернече ім'я — Анна встановили з посвяти церкви Св. Іоакима і Анни у Володимирі, встановленої її онуком, волинським князем Мстиславом Даниловичем над могилою бабці.

## Біографія
Єфросинія-Анна мала б народитись близько 1185/86 року і бути виданою до 1200 року за князя Романа Мстиславича на підкріплення галицько-візантійського союзу заради боротьби Романа Мстиславовича проти половців, які виступили на боці болгар проти Візантійської імперії.
В дитинстві була віддана до домашнього монастиря, який було облаштовано для неї особисто в імператорському палаці. Ця версія дає пояснення родинним зв'язкам Анни з угорським королем Андрієм ІІ, братом її мачухи Маргарити-Марії, у якого вона шукала захисту з малолітніми синами Данилом і Васильком після загибелі князя Романа Мстиславича в битві з польським князем Лєшком Білим під Завихостом (Роман Мстиславович ішов з походом на Саксонію, на допомогу своєму родичу, німецькому королю Філіппу Швабському, що був одружений з рідною сестрою Єфросинії — Іриною).
На доказ її візантійського походження також свідчить іменослов її дітей та онуків, коли вперше для великокнязівської династії Рюриковичів (Романовичів) було вжито грецькі імена Іраклій, Данило, Лев, Софія, Соломія та інші.
Займалась вихованням синів і боролась за їхній спадок.
Можливо, під примусом бояр після досягнення повноліття синами 1219 вона вступила у монастир під іменем Олена чи Анни, беручи надалі участь у політичному житті князівства, а потім королівства.
У Галицько-Волинському літописі згадано під 1253 роком її поради Данилу Галицькому прийняти королівську корону від Папи Римського, що є останньою літописною звісткою про неї.
Припускають, що як «черниця Олена» вона була згадана 1288 на похоронах князя Володимира Васильковича і що князь Мстислав Данилович спорудив 1289 каплицю Свв. Іоакима і Анни над її могилою відразу після її смерті.
Похована у місті Володимир.